# Pierre Guiraud (chanteur)
Pour les articles homonymes, voir Pierre Guiraud.
Pierre Guiraud est un musicien français chanteur du groupe de hard rock Satan Jokers de 1981 à 1985. Il poursuit sa carrière au sein du groupe de bal TEST, puis il publie en 1994 un album auto-produit intitulé Dog Soldier à la diffusion confidentielle, avant de mettre un terme à sa carrière musicale

## Discographie
- Avec Satan Jokers :
  - 1983 : Les Fils du Métal
  - 1984 : Trop Fou pour Toi
  - 1985 : III (EP 6 titres)
  - 2005 : Best Of Live (live)
  - 2008 : Hardcore Collectors (compilation + inédits)
- En solo : 1994 : Dog Soldier